# Stage 7
Stage 7 è una serie televisiva statunitense in 25 episodi trasmessi per la prima volta nel corso di una sola stagione nel 1955.
È una serie di tipo antologico in cui ogni episodio rappresenta una storia a sé. Gli episodi sono storie di genere vario, dal drammatico alla commedia fino al western. La serie cominciò con il titolo Your Favorite Playhouse con diversi episodi di altre serie antologiche andati in onda, in replica, nel dicembre del 1954. Il titolo cambiò in Stage 7 con la trasmissione del primo episodio, The Deceiving Eye (con Russ Conway e Ann Robinson), il 30 gennaio 1955.

## Interpreti
La serie vede la partecipazione di diversi attori cinematografici e televisivi, molti dei quali interpretarono diversi ruoli in più di un episodio.
- Gordon Mills (3 episodi, 1955)
- Dick Foran (2 episodi, 1955)
- John Doucette (2 episodi, 1955)
- Charlotte Lawrence (2 episodi, 1955)
- Macdonald Carey (2 episodi, 1955)
- Stephen McNally (2 episodi, 1955)
- Dennis Morgan (2 episodi, 1955)
- Charles Bronson (2 episodi, 1955)
- Dan Barton (2 episodi, 1955)
- Whit Bissell (2 episodi, 1955)
- Christopher Dark (2 episodi, 1955)
- Joan Banks (2 episodi, 1955)
- Strother Martin (2 episodi, 1955)
- Ralph Moody (2 episodi, 1955)
- Joseph Crehan (2 episodi, 1955)
- Jean Howell (2 episodi, 1955)
- Phyllis Coates (2 episodi, 1955)
- Russ Conway (2 episodi, 1955)
- Frank Lovejoy (2 episodi, 1955)
- Leonard Penn (2 episodi, 1955)

## Produzione
La serie fu prodotta da Warren Lewis per la Columbia Broadcasting System tramite la Official Films e la Sharpe-Lewis.

### Registi
Tra i registi sono accreditati:
- Roy Kellino in 4 episodi (1955)
- Arnold Laven in 2 episodi (1955)
- Reginald Le Borg in 2 episodi (1955)

### Sceneggiatori
Tra gli sceneggiatori sono accreditati:
- Frederick Brady in 2 episodi (1955)
- László Görög in 2 episodi (1955)

## Distribuzione
La serie fu trasmessa negli Stati Uniti dal 30 gennaio 1955 al 25 settembre 1955 sulla rete televisiva CBS. È stata distribuita anche in Finlandia con il titolo Studio 7.
La serie fu poi trasmessa in syndication durante la seconda metà degli anni 1950 con i seguenti titoli:
- Golden Playhouse (1956-1957)
- On Stage (1958)
- Star Performance (1959)

## Episodi
| Stagione       | Episodi | Prima TV USA |
| -------------- | ------- | ------------ |
| Prima stagione | 25      | 1955         |